# Junquera de Ambía (parroquia)
Junquera de Ambía (llamada oficialmente Santa María a Real de Xunqueira de Ambía) es una parroquia y una villa española del municipio de Junquera de Ambía, en la provincia de Orense, Galicia.

## Toponimia
La parroquia también es conocida por el nombre de Santa María la Real de Junquera de Ambía.

## Organización territorial
La parroquia está formada por diez entidades de población:
- Acevedo
- A Farria
- A Siota
- O Covelo
- O San Martiño
- Quintela
- Requeixiño
- San Xillao
- Xunqueira de Ambía
- Xunqueiroá

## Demografía

### Parroquia
| Gráfica de evolución demográfica de Junquera de Ambía (parroquia) entre 2000 y 2022 |
|                                                                                     |
| Datos según el nomenclátor publicado por el INE.                                    |

### Villa
| Gráfica de evolución demográfica de Xunqueira de Ambía (villa) entre 2000 y 2022 |
|                                                                                  |
| Datos según el nomenclátor publicado por el INE.                                 |